# Parc national Campos Amazônicos
Le Parc National Campos Amazônicos (en portugais : Parque Nacional dos Campos Amazônicos) est un parc national du Brésil situé dans les États de Rondônia, d'Amazonas et du Mato Grosso.

## Emplacement
Le parc national Campos Amazônicos couvre une partie des communes de Novo Aripuanã (66,69 %), Manicoré (14,73 %) et Humaitá (5,01 %) en Amazonas, Machadinho d'Oeste (12,91 %) en Rondônia et Colniza (0,38 %) au Mato Grosso. Sa superficie est de 9613 km². Le parc se trouve au sud de la route transamazonienne en Amazonas. Il est bordé au sud par le parc d'État de Tucumã dans le Mato Grosso et par la forêt d'État de Manicoré et la réserve extractive de Guariba dans l'Amazonas.
Le Rio Roosevelt traverse le parc du sud au nord, le Rio Ji-Paraná (rivière Machado) forme la limite sud du parc dans le Rondônia. Le terrain est généralement plat, avec quelques parties légèrement vallonnées. Il est sillonné de rivières lentes et sinueuses. Il contient des parties des bassins des rivières Machado et Roosevelt, ainsi que les sources des rivières Marmelos et Manicoré.

## Ecologie
Le parc national Campos Amazônicos fait partie du biome amazonien. Le parc abrite une importante enclave de cerrado comprenant des prairies, des champs cultivés et une forêt dans les zones humides. Il contient également une forêt tropicale dense typique de l'Amazonie et une forêt tropicale ouverte. La couverture est de 18 % de forêt tropicale ouverte, 42 % de forêt tropicale dense, 12 % de savane-forêt tropicale et 28 % de savane-formation pionnière.
Peu d’études détaillées sur la flore et la faune ont été entreprises. Les enclaves de savane sont considérées par les biologistes comme importantes pour comprendre la dynamique évolutive du biote amazonien. 
Le parc abrite une grande biodiversité et des espèces endémiques. Les espèces protégées comprennent l'oncille (Leopardus tigrinus), le margay (Leopardus wiedii), le jaguar (Panthera onca) et la loutre géante (Pteronura brasiliensis).
Le ouistiti de Manicore (Mico manicorensis) a été découvert dans la forêt. 
Des groupes mixtes de singes laineux et de sakis à nez blanc (Chiropotes albinasus) ont été observés, un phénomène inhabituel en Amazonie.
Il existe une grande diversité d'oiseaux. La forêt constitue un lieu de reproduction pour plusieurs espèces de poissons d’importance commerciale.

## Histoire
Le Parc National Campos Amazônicos a été créé par décret du 21 juin 2006 avec une superficie de 873 570 hectares pour protéger la diversité biologique et les processus écologiques dans la région entre les rivières Machado, Branco, Roosevelt et Guaribas. Une partie de la rivière Roosevelt a été exclue du parc mais se trouvait dans sa zone tampon. Une ordonnance du 16 juin 2011 a approuvé le plan de gestion, la zone tampon devant être établie ultérieurement.
La loi du 25 juin 2012 a modifié les limites des parcs nationaux Amazônia, Campos Amazônicos et Mapinguari, des forêts nationales Itaituba I, Itaituba II et Crepori et de la zone de protection environnementale de Tapajós. Toutes ces zones ont été réduites en superficie, à l'exception du parc Campos Amazônicos, qui a été agrandi de 133 000 hectares. Les activités minières ont été autorisées dans la zone tampon.
Un conseil consultatif a été créé le 21 novembre 2012. Le plan de gestion a été approuvé le 15 mai 2016.

## Conservation
Le parc national Campos Amazônicos est administré par l'Institut Chico Mendes pour la conservation de la biodiversité. L’objectif est de préserver un écosystème naturel d’une grande importance écologique et d’une grande beauté paysagère, et de soutenir la recherche scientifique, l’éducation et l’interprétation environnementales, les loisirs de plein air et l’écotourisme. Il protège notamment la principale enclave du cerrado en Amazonie et contient l'avancée de la frontière agricole dans cette région. 
Le parc fait partie d'un corridor écologique qui comprend le parc indigène Xingu dans le Mato Grosso et le Pará, la mosaïque Terra do Meio au Pará, le parc national de Juruena en Amazonas et Mato Grosso, la mosaïque Apuí en Amazonas et enfin le parc national Campos Amazônicos. Le corridor est destiné à contenir l’expansion agricole dans la région centrale de l’Amazonie et la déforestation de la forêt tropicale. Le parc est soutenu par le Programme des aires protégées de la région amazonienne. Le parc est menacé par l'expansion de la frontière agricole, avec l'accaparement et l'incendie des terres, accessible par la route transamazonienne, la route de l'étain et les colons du nord du Mato Grosso.